# Anchee Min
Anchee Min (caratteri cinesi: 閔安琪; pinyin: Mín Ānqí; Shanghai, 14 gennaio 1957) è una scrittrice, pittrice, fotografa e musicista cinese naturalizzata statunitense che vive tra San Francisco e Shanghai.

## Vita
La sua autobiografia Azalea rossa e tutti i suoi romanzi successivi sono scritti in forma autobiografica o storica, e riflettono un determinato periodo della storia cinese. Particolare enfasi è data a forti personaggi femminili, quali l'ultima moglie di Mao, Jiang Qing, oppure l'imperatrice vedova Cixi, l'ultima imperatrice regnante in Cina alla fine della dinastia Qing.
Nata a Shanghai, a soli 17 anni Anchee fu mandata in un campo di lavoro, dove però fu notata da un talent scout. Iniziò a lavorare come attrice negli studi cinematografici della città natale, e nel 1984 emigrò negli Stati Uniti, aiutata dall'affermata attrice Joan Chen. Attualmente è sposata con lo scrittore Lloyd Lofthouse.

## Opere
- Azalea rossa (1994)
- Katherine (1995)
- Becoming Madame Mao (2001)
- Wild Ginger (2002)
- Empress Orchid (2004)
- The Last Empress (2007)
- Pearl of China (2010)